# KNEX-FM
KNEX es una estación de radio localizada en Laredo (Texas). Es más conocida como Hot 106.1. Emite música rítmica contemporánea para los radioescuchas de Laredo y Nuevo Laredo.